# Xhelil Abdulla
Xhelil Abdulla (mazedonisch: Џелил Абдула, Dželil Abdula) (* 28. September 1991 in Tetovo) ist ein nordmazedonischer Fußballspieler.

## Karriere
Von 2010 bis 2011 spielte Abdulla beim mazedonischen Fußballklub FK Škendija (ФК Шкендија). Danach wechselte er für ein Jahr zum niederländischen Fußballverein VBV De Graafschap Doetinchem. Nachdem der Verein aus der Eredivisie abgestiegen war, ging er nach Deutschland und schloss sich der Defensive des Fußball-Zweitligisten MSV Duisburg an.